# Сухой округ
Сухой округ (англ. Dry county) — округ в США, власти которого запрещают продажу любых видов алкогольных напитков. В некоторых округах запрещена продажа вне помещений, в других — продажа в помещениях либо и то и другое. В США существуют десятки сухих округов, большинство из которых расположено на юге страны. Также существует ряд небольших юрисдикций, таких как города или посёлки, на территории которых также запрещена торговля алкоголем. Они известны как сухие города или сухие посёлки. Сухие юрисдикции можно противопоставить «мокрым» (минимальные запреты на торговлю алкоголем) и «влажным» (меньше запретов, чем в «сухих», но больше, чем в «мокрых»).

## Предпосылки

### История
Хотя двадцать первая поправка к конституции США и отменяет общенациональный сухой закон, она допускает запрет согласно законам штата или местным законам. До и после отмены общенационального сухого закона некоторые штаты приняли местные законы об опционах, предоставив округам и муниципалитетам, путём голосования или постановления, возможность самостоятельно решать, разрешать ли алкогольные напитки в пределах своей юрисдикции. Многие сухие общины не запрещают употребления алкоголя, что потенциально может привести к потере прибыли и налогов от продажи алкоголя их жителям во «влажных» (не имеющих ограничений) регионах.
Обоснование сохранения запрета на местном уровне часто носит религиозный характер, поскольку многие евангелистские протестантские христианские конфессии препятствуют употреблению алкоголя своими последователями. В штате Юта, в основном населённом мормонами, хотя и не допускается создание сухих округов, распространены законы, призванные ограничить потребление алкоголя.

### Транспорт
С тех пор, как 21-я поправка отменила сухой закон в США, законодательство о запрете алкоголя было оставлено на усмотрение каждого штата, но эта власть не является абсолютной. Предполагалось, что штаты и другие суверенные территории будут регулировать торговлю алкогольными напитками в своих юрисдикциях, из них и через них. Тем не менее, запрет одного штата на торговлю алкоголем не может препятствовать торговле между другими штатами, разрешающими это. Верховный суд США постановил по делу Granholm v. Heald, что отдельные штаты не имеют полномочий регулировать поставки алкогольных напитков между другими штатами. После двух нападений на поезда Amtrak в Канзасе и Оклахоме, тогда сухих штатах, бары в поездах, проходящих через эти штаты, закрывались на время транзита, но алкоголь оставался в поезде.

## Распространённость
Исследование, проведённое в 2004 году Национальной ассоциацией по контролю за алкогольными напитками, показало, что более 500 муниципалитетов в США являются сухими, в том числе 83 на Аляске. 36 из 83 округов в Миссисипи сухие или частично сухие. Во Флориде 3 из 67 округов сухие, все они расположены в северной части штата, имеющей глубокие культурные связи с Глубоким Югом

## Поездки за алкоголем
Исследование, проведённое в Кентукки, показало, что жители сухих округов вынуждены уезжать дальше от своих домов, чтобы купить алкоголь, увеличивая тем самым расстояние переездов в нетрезвом виде, хотя выяснилось, что количество аварий, вызванных алкоголем, примерно одинаково в сухих и влажных округах.
Другие исследователи указали на то же явление. Винн и Джакопасси отметили, что жители влажных округов, скорее всего, имеют «более короткие расстояния (для поездок) между домом и питейными заведениями»". В своём исследовании Шульте и его коллеги утверждают, что «это может привести к обратным результатам, поскольку под воздействием алкоголя люди передвигаются на большие расстояния, что увеличивает их подверженность авариям в сухих округах».
Данные Национального управления дорожного движения и безопасности показали, что в Техасе смертность в результате несчастных случаев, связанных с алкоголем, в сухих округах в течение пятилетнего периода составила 6,8 на 10 000 человек. Это было в три раза больше, чем во влажных округах: 1,9 на 10 000.
Исследование, проведённое в Арканзасе, показывает, что сухие и влажные округа часто соседствуют, и что точки по продаже алкоголя часто находятся в непосредственной близости от округа и даже границы штата.

## Налоговые поступления
Другая проблема, с которой может столкнуться сухой округ или город, — это потеря налоговых поступлений, поскольку люди, употребляющие алкоголь, готовы поехать в другой город, округ или штат, чтобы приобрести выпивку. Округа в Техасе столкнулись с этой проблемой, из-за чего в некоторых из них жители проголосовали за отмену ограничений с целью оживить коммерческую деятельность у себя. Хотя идея привлечения большего дохода, и, возможно, создания новых рабочих мест может быть привлекательной с экономической точки зрения, противодействие со стороны религиозных организаций остаётся в силе

## Преступность
Согласно одному из исследований, переход от запретов на алкоголь к его легализации вызывает рост преступности. Согласно исследованию, рост количества питейных заведений на 10 % связан с ростом насильственных преступлений на 3-5 %. Предполагаемая связь между питейными заведениями также является положительной, хотя и меньшей по величине.

## В культуре
В мультсериале Симпсоны, в серии Homer vs. The Eighteenth Amendment Спрингфилд становится сухим округом после неудачного парада в День святого Патрика, а Гомер Симпсон становится бутлегером.